# 宗人
宗人是中国古代星官名，属三垣之中的天市垣，指的是皇族的大宗， 也可能是周代負責宗室禮法及宗廟社稷祭祀禮儀的禮官，宗人星官共由四星组成，在现在通用的88星座中属于蛇夫座。

## 宗人四星
- 宗人一，蛇夫座66，视星等4.81
- 宗人二，蛇夫座67，视星等3.95
- 宗人三，蛇夫座68，视星等4.44
- 宗人四，蛇夫座70，视星等4.05

## 宗人增四星
清钦天监1752年编成《仪象考成》星表，宗人增加了4颗肉眼可见的星。

## 古书记载
- 《觀星玩占》：「 宗人四星，在宗正東，主恩享，宗正小宗之象，宗人大宗之象。」